# Zone de secours Westhoek

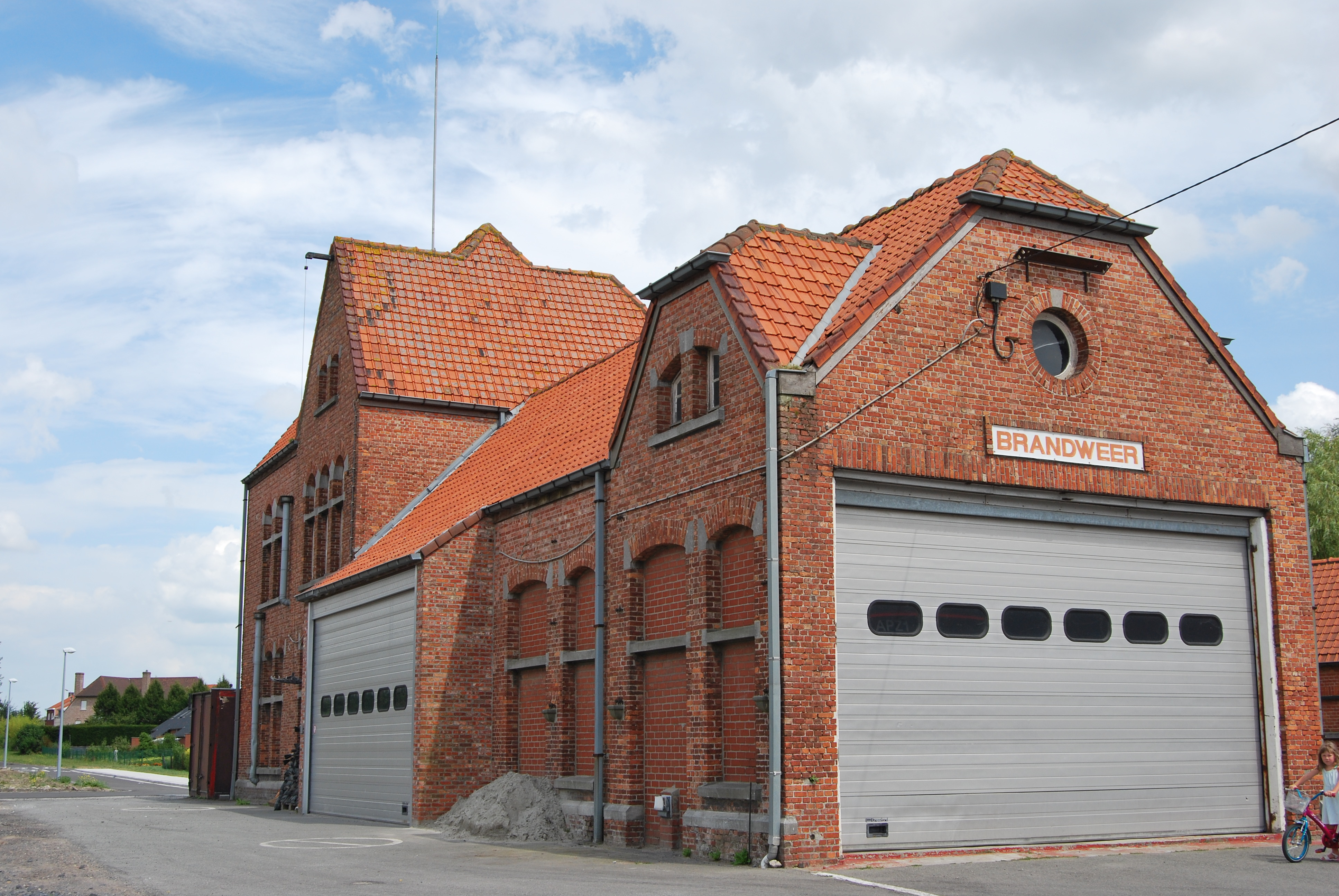
La caserne des pompiers volontaires de Zonnebeke.

La zone de secours Westhoek, en néerlandais Hulpverleningszone Westhoek, est l'une des 34 zones de secours de Belgique et l'une des quatre zones de la province de Flandre-Occidentale.
La zone tient son nom de la sous-région transfrontalière (belgo-française) du Westhoek.

## Situation
La zone de secours Westhoek se situe à l'extrémité ouest de la province de Flandre-Occidentale, dans la région du Westhoek.

## Caractéristiques

### Communes protégées
La zone de secours  couvre les 18 communes suivantes: 
Alveringem, Coxyde, Dixmude, Furnes, Heuvelland, Houthulst, Koekelare, Kortemark, La Panne, Langemark-Poelkapelle, Lo-Reninge, Messines, Nieuport, Poperinge, Vleteren, Wervik, Ypres et Zonnebeke.

## Casernes
Voir aussi: Liste des services d'incendie belges

### Textes législatifs
- Arrêté royal du 2 février 2009 déterminant la délimitation territoriale des zones de secours (Moniteur belge du 17 février 2009).